# Astacilla axeli
Astacilla axeli es una especie de crustáceo isópodo marino de la familia Arcturidae.

## Distribución geográfica
Se distribuye por el mar Mediterráneo occidental y el estrecho de Gibraltar.